# Endopsammia
Genre
Endopsammia est un genre de coraux durs de la famille des Dendrophylliidae.

## Liste d'espèces
Selon ITIS (30 juin 2015) et World Register of Marine Species (30 juin 2015), le genre Endopsammia comprend les espèces suivantes :
- Endopsammia philippensis Milne-Edwards & Haime, 1848
- Endopsammia pourtalesi Durham & Barnard, 1952
- Endopsammia regularis Gardiner, 1899